# Lacinipolia herbimacula
Lacinipolia herbimacula là một loài bướm đêm trong họ Noctuidae.